# Candida blankii
Candida blankii är en svampart som beskrevs av H.R. Buckley & Uden 1968. Candida blankii ingår i släktet Candida, ordningen Saccharomycetales, klassen Saccharomycetes, divisionen sporsäcksvampar och riket svampar.   Inga underarter finns listade i Catalogue of Life.